# Motllura

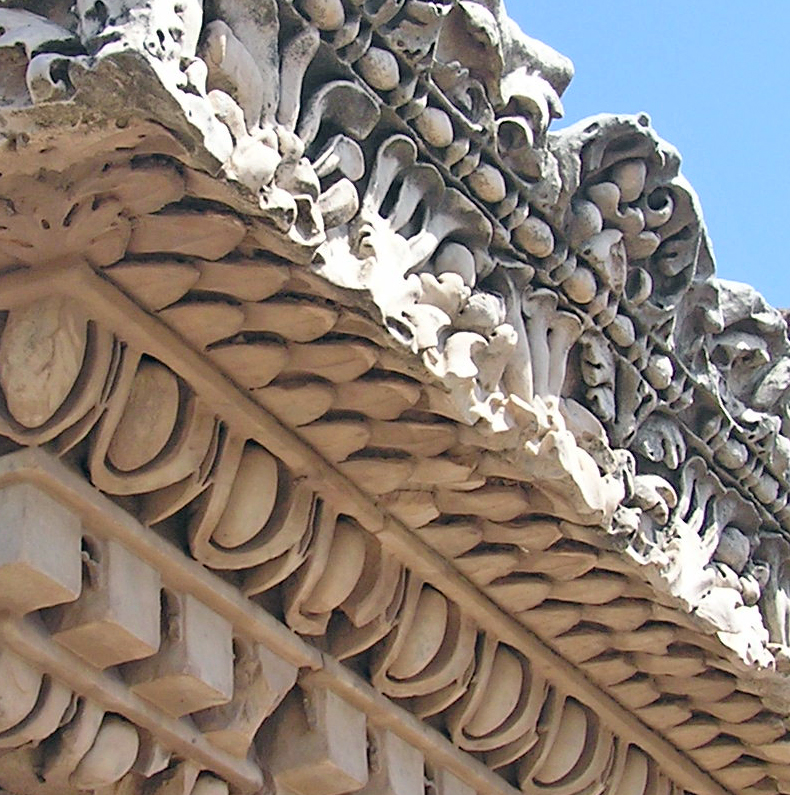
Motllura

La motllura o motlura és un element decoratiu utilitzat en diverses obres artístiques, però, sobretot, en arquitectura. Consisteix en un relleu o sortint d'acusat component longitudinal que conserva idèntic perfil en tot el seu traçat. És aquest perfil o secció transversal el que defineix i diferencia els múltiples tipus de motllures.
Les motllures poden ser de diferents materials, però les més utilitzades són les de fusta, que presenten relleus curvilinis sobre una peça allargada de fusta.